# Elecciones provinciales de Entre Ríos de 1958
Las elecciones generales de la provincia de Entre Ríos de 1958 tuvieron lugar el domingo 23 de febrero del mencionado año con el objetivo de restaurar las instituciones autónomas constitucionales de la provincia después de tres años de la dictadura militar autodenominada Revolución Libertadora, que derrocó al gobierno constitucional de Juan Domingo Perón, del Partido Peronista (PP) y proscribió a dicha fuerza política y al propio peronismo. Fueron las decimoterceras elecciones desde la instauración del sufragio secreto en el país, aunque no fueron completamente libres y justas al tener prohibido el peronismo presentarse a elecciones. Se debían elegir al gobernador y vicegobernador, a los 28 escaños de la Cámara de Diputados, y a los 14 senadores departamentales, componiendo los poderes ejecutivo y legislativo de la provincia para el período 1958-1962.
En el contexto del apoyo de Perón a Arturo Frondizi, candidato de la Unión Cívica Radical Intransigente (UCRI), a la presidencia de la república, el candidato intransigente en Entre Ríos, Raúl Lucio Uranga, obtuvo una amplia victoria con el 49,71% de los votos contra el 32,69% de Fermín J. Garay, de la Unión Cívica Radical del Pueblo (UCRP). Miguel Ángel Nesa Boeri, del Partido Demócrata Cristiano (PDC), quedó tercero con el 5,42%, y Ricardo S. Maxit, del Partido Demócrata (PD), quedó cuarto con el 4,85%. Los demás candidatos se repartieron el resto de los sufragios. La participación fue del 86.95% del electorado registrado. Los cargos electos asumieron el 1 de mayo de 1958.
Uranga no pudo completar su mandato constitucional ya que la provincia fue intervenida con el golpe de Estado del 29 de marzo de 1962.

## Resultados

### Gobernador y Vicegobernador
|  | 49,71 % |

|  | 32,69 % |

|  | 5,42 % |

|  | 4,85 % |

|  | 3,61 % |

|  | 2,04 % |

|  | 0,97 % |

|  | 0,71 % |

|  | 91,39 % |

|  | 8,30 % |

|  | 0,31 % |

|  | 100 % |

### Cámara de Diputados
|  | 48,73 % |

|  | 32,21 % |

|  | 5,37 % |

|  | 4,82 % |

|  | 3,54 % |

|  | 2,01 % |

|  | 0,96 % |

|  | 0,93 % |

|  | 0,72 % |

|  | 0,69 % |

|  | 91,47 % |

|  | 8,22 % |

|  | 0,31 % |

|  | 100 % |

### Cámara de Senadores
|  | 49,86 % |

|  | 32,86 % |

|  | 5,45 % |

|  | 4,89 % |

|  | 3,63 % |

|  | 1,85 % |

|  | 0,67 % |

|  | 0,48 % |

|  | 0,32 % |

|  | 91,30 % |

|  | 8,38 % |

|  | 0,32 % |

|  | 100 % |

#### Resultados por departamentos
| Colón 1 Senador        | Colón 1 Senador                       | Colón 1 Senador | Colón 1 Senador | Colón 1 Senador             |
| Partido/Alianza        | Partido/Alianza                       | Votos           | %               | Electo                      |
| ---------------------- | ------------------------------------- | --------------- | --------------- | --------------------------- |
|                        | Unión Cívica Radical del Pueblo       | 7.980           | 43,04           | - David E. Rocha            |
|                        | Unión Cívica Radical Intransigente    | 6.056           | 32,66           |                             |
|                        | Partido Demócrata                     | 2.643           | 14,25           |                             |
|                        | Partido Demócrata Cristiano           | 1.003           | 5,41            |                             |
|                        | Partido Demócrata Conservador Popular | 584             | 3,15            |                             |
|                        | Unión Popular                         | 149             | 0,80            |                             |
|                        | Partido Comunista                     | 128             | 0,69            |                             |
|                        |                                       |                 |                 |                             |
| Votos válidos          | Votos válidos                         | 18.543          |                 |                             |
| Concordia 1 Senador    |                                       |                 |                 |                             |
| Partido/Alianza        | Partido/Alianza                       | Votos           | %               | Electo                      |
|                        | Unión Cívica Radical Intransigente    | 21.913          | 58,13           | - Isaac Joselevich          |
|                        | Unión Cívica Radical del Pueblo       | 10.963          | 29,08           |                             |
|                        | Partido Demócrata Cristiano           | 1.693           | 4,49            |                             |
|                        | Partido Demócrata                     | 1.585           | 4,20            |                             |
|                        | Partido Demócrata Conservador Popular | 571             | 1,51            |                             |
|                        | Partido Socialista                    | 533             | 1,41            |                             |
|                        | Partido Comunista                     | 247             | 0,66            |                             |
|                        | Unión Popular                         | 189             | 0,50            |                             |
|                        |                                       |                 |                 |                             |
| Votos válidos          | Votos válidos                         | 37.694          |                 |                             |
| Diamante 1 Senador     |                                       |                 |                 |                             |
| Partido/Alianza        | Partido/Alianza                       | Votos           | %               | Electo                      |
|                        | Unión Cívica Radical Intransigente    | 9.725           | 54,38           | - Jacinto Malespina         |
|                        | Unión Cívica Radical del Pueblo       | 6.307           | 35,26           |                             |
|                        | Partido Demócrata Cristiano           | 1.251           | 6,99            |                             |
|                        | Partido Demócrata Conservador Popular | 136             | 0,76            |                             |
|                        | Partido Demócrata                     | 129             | 0,72            |                             |
|                        | Partido Comunista                     | 129             | 0,72            |                             |
|                        | Unión Popular                         | 104             | 0,58            |                             |
|                        | Partido Demócrata Progresista         | 104             | 0,58            |                             |
|                        |                                       |                 |                 |                             |
| Votos válidos          | Votos válidos                         | 17.885          |                 |                             |
| Federación 1 Senador   |                                       |                 |                 |                             |
| Partido/Alianza        | Partido/Alianza                       | Votos           | %               | Electo                      |
|                        | Unión Cívica Radical del Pueblo       | 5.677           | 40,44           | - Silvio J. Sella           |
|                        | Unión Cívica Radical Intransigente    | 4.979           | 35,47           |                             |
|                        | Partido Demócrata Cristiano           | 1.437           | 10,24           |                             |
|                        | Partido Demócrata                     | 1.386           | 9,87            |                             |
|                        | Partido Demócrata Conservador Popular | 452             | 3,22            |                             |
|                        | Partido Demócrata Progresista         | 108             | 0,77            |                             |
|                        |                                       |                 |                 |                             |
| Votos válidos          | Votos válidos                         | 14.039          |                 |                             |
| Feliciano 1 Senador    |                                       |                 |                 |                             |
| Partido/Alianza        | Partido/Alianza                       | Votos           | %               | Electo                      |
|                        | Unión Cívica Radical Intransigente    | 2.615           | 49,92           | - Antonio Pedro Muzzachiodi |
|                        | Unión Cívica Radical del Pueblo       | 999             | 19,07           |                             |
|                        | Partido Demócrata Conservador Popular | 912             | 17,41           |                             |
|                        | Partido Demócrata                     | 439             | 8,38            |                             |
|                        | Partido Demócrata Cristiano           | 163             | 3,11            |                             |
|                        | Unión Popular                         | 97              | 1,85            |                             |
|                        | Partido Comunista                     | 13              | 0,25            |                             |
|                        |                                       |                 |                 |                             |
| Votos válidos          | Votos válidos                         | 5.238           |                 |                             |
| Gualeguay 1 Senador    |                                       |                 |                 |                             |
| Partido/Alianza        | Partido/Alianza                       | Votos           | %               | Electo                      |
|                        | Unión Cívica Radical Intransigente    | 10.628          | 58,72           | - Enrique Lafourcade        |
|                        | Unión Cívica Radical del Pueblo       | 4.163           | 23,00           |                             |
|                        | Partido Demócrata                     | 1.315           | 7,27            |                             |
|                        | Partido Demócrata Cristiano           | 859             | 4,75            |                             |
|                        | Partido Demócrata Conservador Popular | 560             | 3,09            |                             |
|                        | Unión Popular                         | 336             | 1,86            |                             |
|                        | Partido Demócrata Progresista         | 141             | 0,78            |                             |
|                        | Partido Comunista                     | 98              | 0,54            |                             |
|                        |                                       |                 |                 |                             |
| Votos válidos          | Votos válidos                         | 18.100          |                 |                             |
| Gualeguaychú 1 Senador |                                       |                 |                 |                             |
| Partido/Alianza        | Partido/Alianza                       | Votos           | %               | Electo                      |
|                        | Unión Cívica Radical Intransigente    | 15.769          | 51,00           | - Héctor D. Irigoyen        |
|                        | Unión Cívica Radical del Pueblo       | 9.436           | 30,52           |                             |
|                        | Partido Demócrata                     | 2.907           | 9,40            |                             |
|                        | Partido Demócrata Cristiano           | 1.925           | 6,23            |                             |
|                        | Partido Demócrata Conservador Popular | 683             | 2,21            |                             |
|                        | Partido Comunista                     | 197             | 0,64            |                             |
|                        |                                       |                 |                 |                             |
| Votos válidos          | Votos válidos                         | 30.917          |                 |                             |
| La Paz 1 Senador       |                                       |                 |                 |                             |
| Partido/Alianza        | Partido/Alianza                       | Votos           | %               | Electo                      |
|                        | Unión Cívica Radical del Pueblo       | 8.381           | 39,71           | - Saturnino Machicote       |
|                        | Unión Cívica Radical Intransigente    | 7.653           | 36,26           |                             |
|                        | Partido Demócrata Conservador Popular | 3.204           | 15,18           |                             |
|                        | Partido Demócrata Cristiano           | 834             | 3,95            |                             |
|                        | Partido Demócrata                     | 708             | 3,35            |                             |
|                        | Unión Popular                         | 247             | 1,17            |                             |
|                        | Partido Comunista                     | 81              | 0,38            |                             |
|                        |                                       |                 |                 |                             |
| Votos válidos          | Votos válidos                         | 21.108          |                 |                             |
| Nogoyá 1 Senador       |                                       |                 |                 |                             |
| Partido/Alianza        | Partido/Alianza                       | Votos           | %               | Electo                      |
|                        | Unión Cívica Radical Intransigente    | 9.508           | 50,20           | - Carlos A. Chaparro        |
|                        | Unión Cívica Radical del Pueblo       | 5.893           | 31,12           |                             |
|                        | Partido Demócrata Cristiano           | 1.453           | 7,67            |                             |
|                        | Partido Demócrata                     | 806             | 4,26            |                             |
|                        | Partido Demócrata Conservador Popular | 775             | 4,09            |                             |
|                        | Unión Popular                         | 473             | 2,50            |                             |
|                        | Partido Comunista                     | 31              | 0,16            |                             |
|                        |                                       |                 |                 |                             |
| Votos válidos          | Votos válidos                         | 18.939          |                 |                             |
| Paraná 1 Senador       |                                       |                 |                 |                             |
| Partido/Alianza        | Partido/Alianza                       | Votos           | %               | Electo                      |
|                        | Unión Cívica Radical Intransigente    | 45.390          | 53,44           | - Gregorio C. Battisti      |
|                        | Unión Cívica Radical del Pueblo       | 27.059          | 31,86           |                             |
|                        | Partido Demócrata Cristiano           | 4.612           | 5,43            |                             |
|                        | Unión Popular                         | 2.882           | 3,39            |                             |
|                        | Partido Demócrata                     | 1.700           | 2,00            |                             |
|                        | Partido Socialista                    | 1.012           | 1,19            |                             |
|                        | Partido Comunista                     | 878             | 1,03            |                             |
|                        | Partido Demócrata Conservador Popular | 833             | 0,98            |                             |
|                        | Partido Demócrata Progresista         | 570             | 0,67            |                             |
|                        |                                       |                 |                 |                             |
| Votos válidos          | Votos válidos                         | 84.936          |                 |                             |
| Tala 1 Senador         |                                       |                 |                 |                             |
| Partido/Alianza        | Partido/Alianza                       | Votos           | %               | Electo                      |
|                        | Unión Cívica Radical Intransigente    | 6.337           | 52,11           | - Ramón S. Martínez         |
|                        | Unión Cívica Radical del Pueblo       | 3.648           | 30,00           |                             |
|                        | Partido Demócrata                     | 757             | 6,22            |                             |
|                        | Unión Popular                         | 619             | 5,09            |                             |
|                        | Partido Demócrata Cristiano           | 547             | 4,50            |                             |
|                        | Partido Socialista                    | 123             | 1,01            |                             |
|                        | Partido Comunista                     | 67              | 0,55            |                             |
|                        | Partido Demócrata Conservador Popular | 63              | 0,52            |                             |
|                        |                                       |                 |                 |                             |
| Votos válidos          | Votos válidos                         | 12.161          |                 |                             |
| Uruguay 1 Senador      |                                       |                 |                 |                             |
| Partido/Alianza        | Partido/Alianza                       | Votos           | %               | Electo                      |
|                        | Unión Cívica Radical Intransigente    | 13.623          | 46,63           | - Miguel José Tassara       |
|                        | Unión Cívica Radical del Pueblo       | 10.324          | 35,34           |                             |
|                        | Partido Demócrata Cristiano           | 2.021           | 6,92            |                             |
|                        | Unión Popular                         | 1.223           | 4,19            |                             |
|                        | Partido Demócrata                     | 1.087           | 3,72            |                             |
|                        | Partido Demócrata Conservador Popular | 492             | 1,68            |                             |
|                        | Partido Comunista                     | 265             | 0,91            |                             |
|                        | Partido Demócrata Progresista         | 182             | 0,62            |                             |
|                        |                                       |                 |                 |                             |
| Votos válidos          | Votos válidos                         | 29.217          |                 |                             |
| Victoria 1 Senador     |                                       |                 |                 |                             |
| Partido/Alianza        | Partido/Alianza                       | Votos           | %               | Electo                      |
|                        | Unión Cívica Radical Intransigente    | 6.778           | 42,31           | - Moisés Liberman           |
|                        | Unión Cívica Radical del Pueblo       | 5.388           | 33,64           |                             |
|                        | Partido Demócrata Conservador Popular | 2.965           | 18,51           |                             |
|                        | Partido Demócrata Cristiano           | 485             | 3,03            |                             |
|                        | Partido Demócrata                     | 267             | 1,67            |                             |
|                        | Partido Comunista                     | 91              | 0,57            |                             |
|                        | Unión Popular                         | 45              | 0,28            |                             |
|                        |                                       |                 |                 |                             |
| Votos válidos          | Votos válidos                         | 16.019          |                 |                             |
| Villaguay 1 Senador    |                                       |                 |                 |                             |
| Partido/Alianza        | Partido/Alianza                       | Votos           | %               | Electo                      |
|                        | Unión Cívica Radical Intransigente    | 10.939          | 54,68           | - Cristóbal Nogueira (h)    |
|                        | Unión Cívica Radical del Pueblo       | 7.081           | 35,40           |                             |
|                        | Partido Demócrata                     | 1.116           | 5,58            |                             |
|                        | Partido Demócrata Cristiano           | 511             | 2,55            |                             |
|                        | Partido Demócrata Conservador Popular | 280             | 1,40            |                             |
|                        | Partido Comunista                     | 77              | 0,38            |                             |
|                        |                                       |                 |                 |                             |
| Votos válidos          | Votos válidos                         | 20.004          |                 |                             |